# Can-Am Off-Road
Can-Am Off-Road ist eine Marke und Fahrzeugserie von ATV und Side-by-Sides des kanadischen Unternehmens Bombardier Recreational Products (BRP).

## Rallye Dakar
Can-Am Side-by-Sides wurden bereits ab Ende der 2000er Jahre von Privatfahrern erfolgreich bei der Rallye Dakar eingesetzt. Seit 2019 tritt Can-Am mit einem Werksteam zur Rallye Dakar an und gewann diese 2019, 2020, 2021, 2022 und 2023 mit einem Maverick X3 bzw. Maverick XRS in der Klasse der Side-by-Sides und führt damit bei den Konstrukteurssiegen dieser Klasse. Ab der Rallye Dakar 2023 geht Can-Am eine langjährige Kooperation mit Red Bull ein. Die Unternehmen führten dazu das Can-Am Factory Team mit dem  Red Bull Off-Road Junior Team zum Red Bull Can-Am Factory Racing Team zusammen.

## Modelle
| Side-by-Side                                                                    | ATV                                                                |
| ------------------------------------------------------------------------------- | ------------------------------------------------------------------ |
| Maverick R Maverick X3 Maverick Sport Maverick Trail Commander Defender Traxter | Outlander Outlander Pro Outlander 500/700 Renegade Renegade EFI DS |

## Galerie

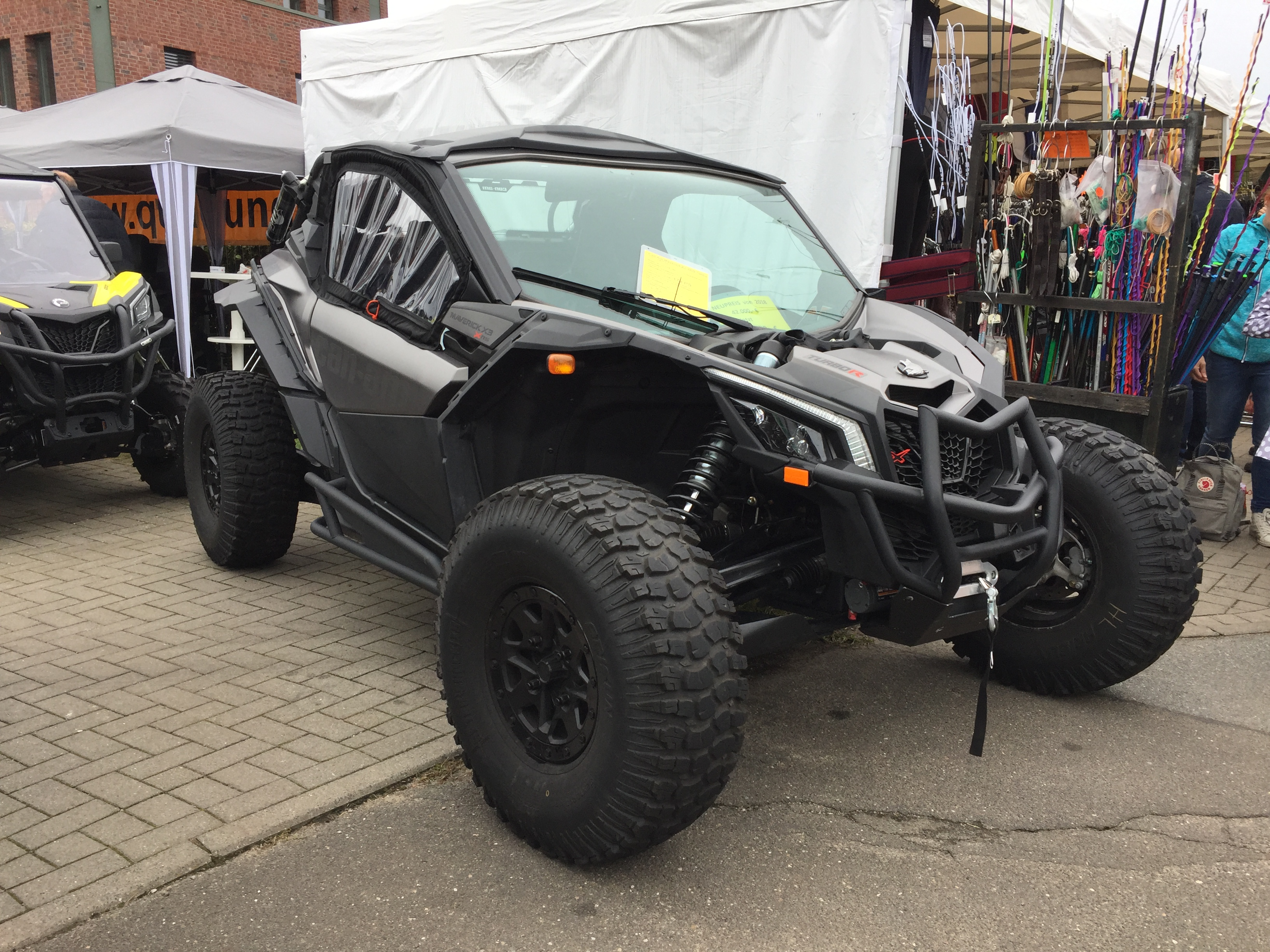
Can-Am Maverick 2019
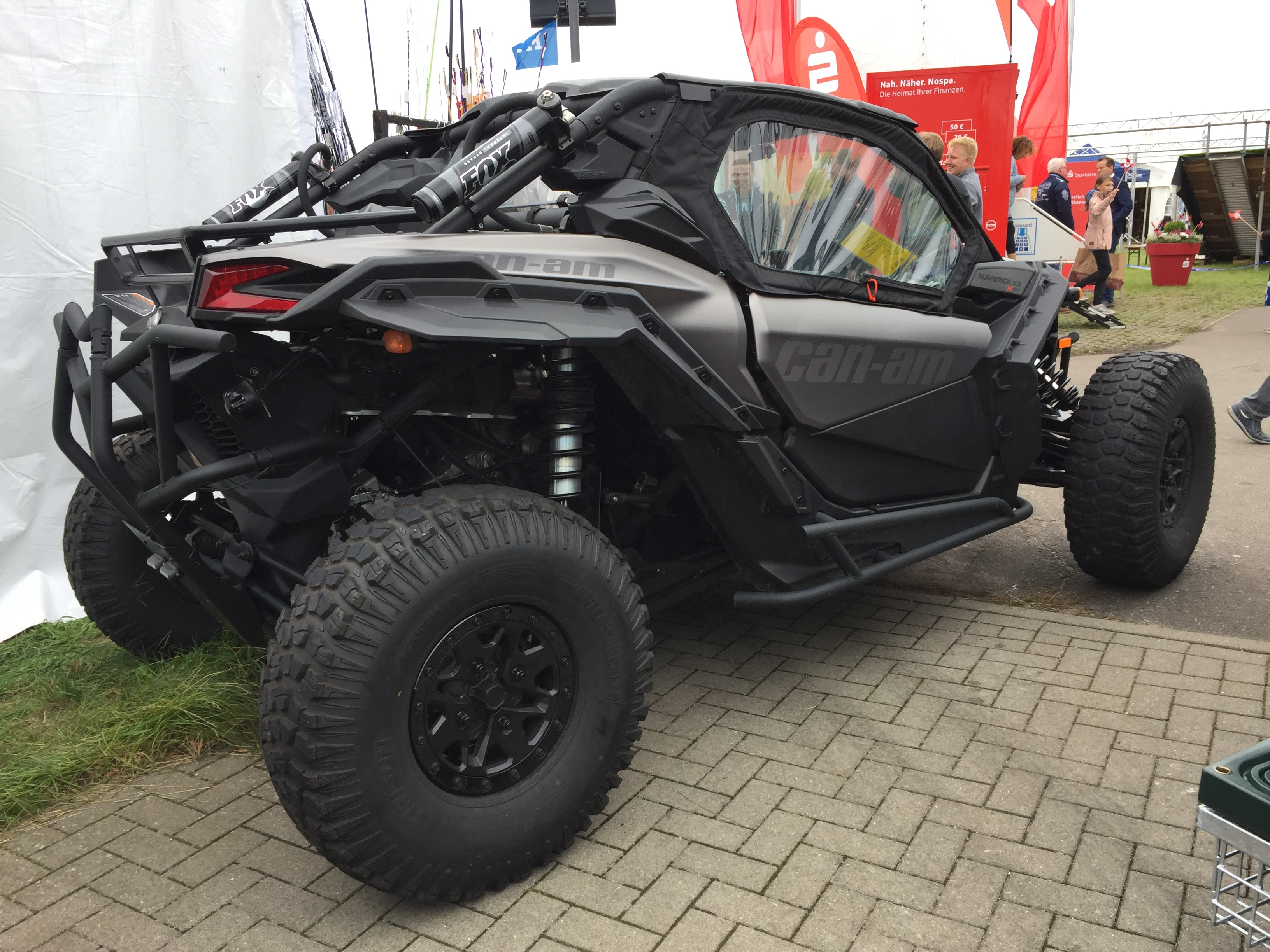
Can-Am Maverick 2019
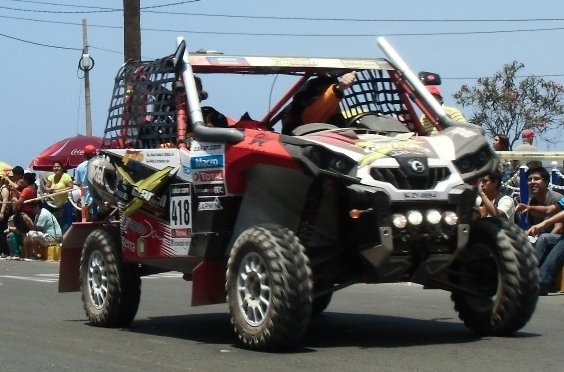
Can-Am Commander zur Rallye Dakar 2013
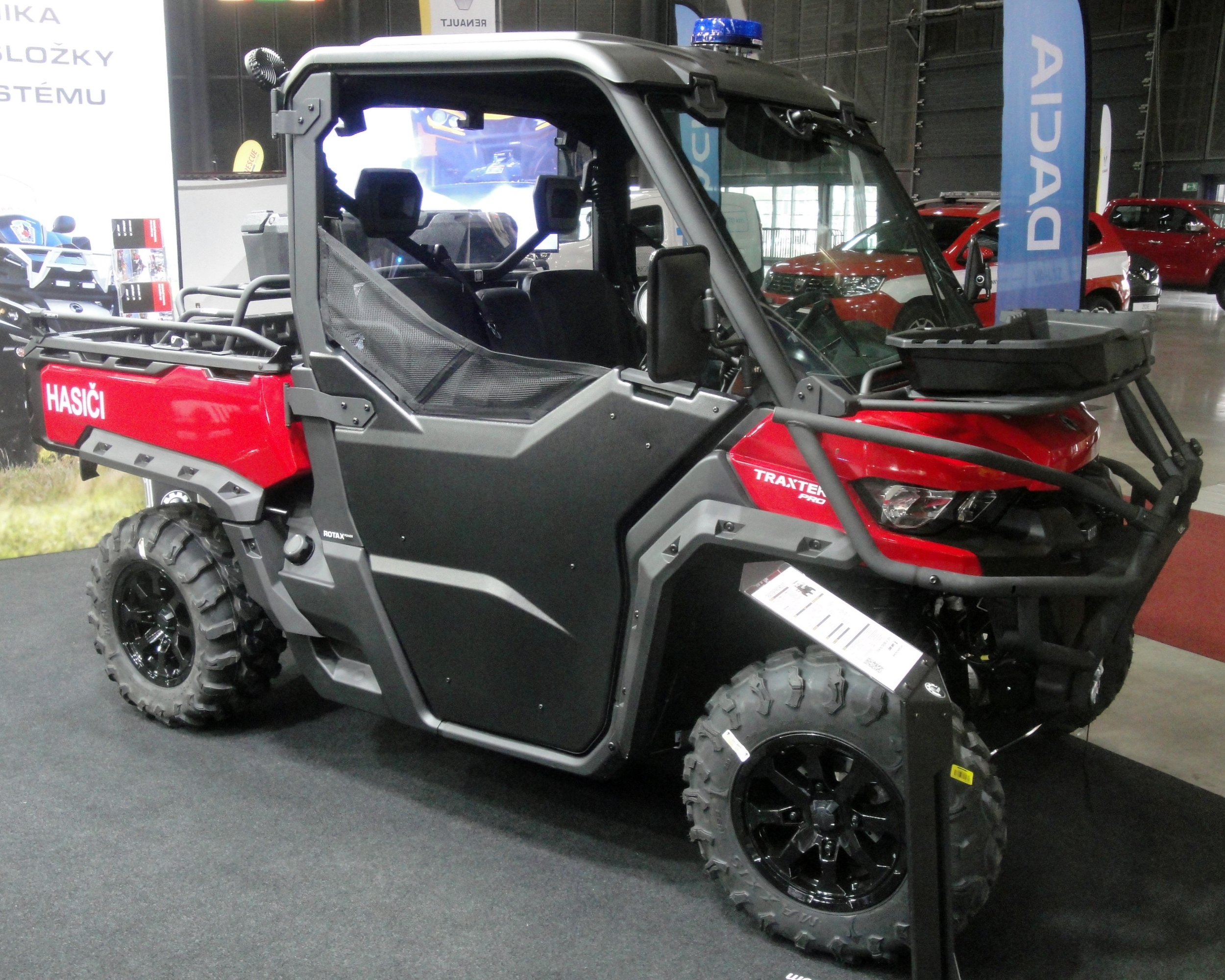
Can-Am Traxter 2019
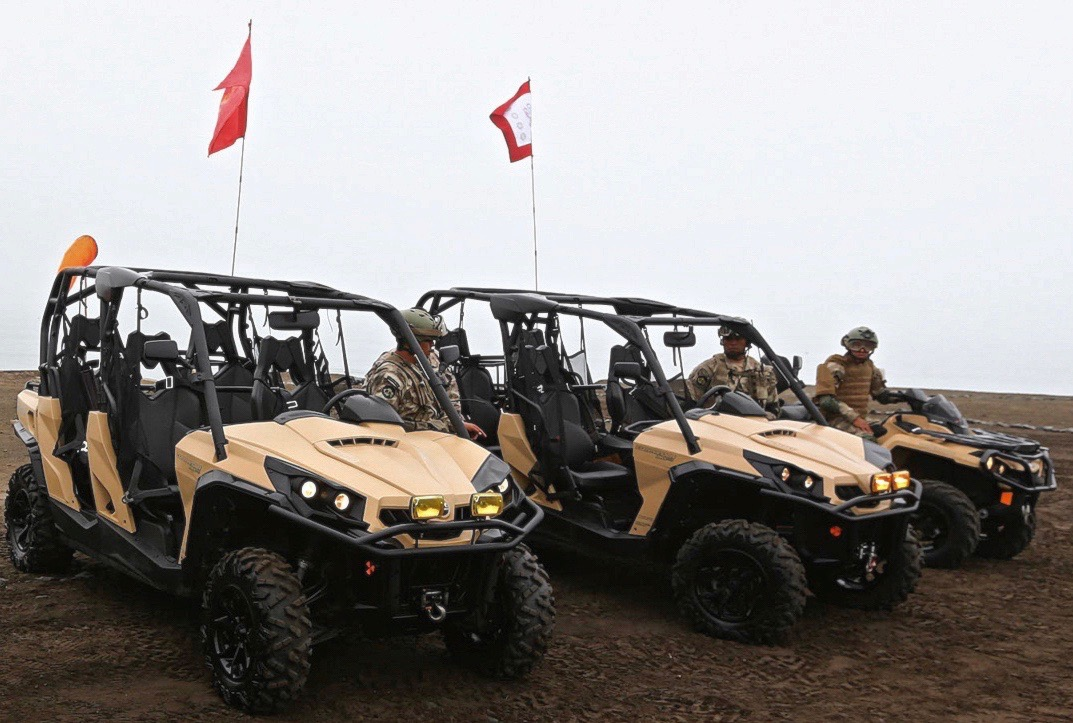
Can-Am Commander 2017
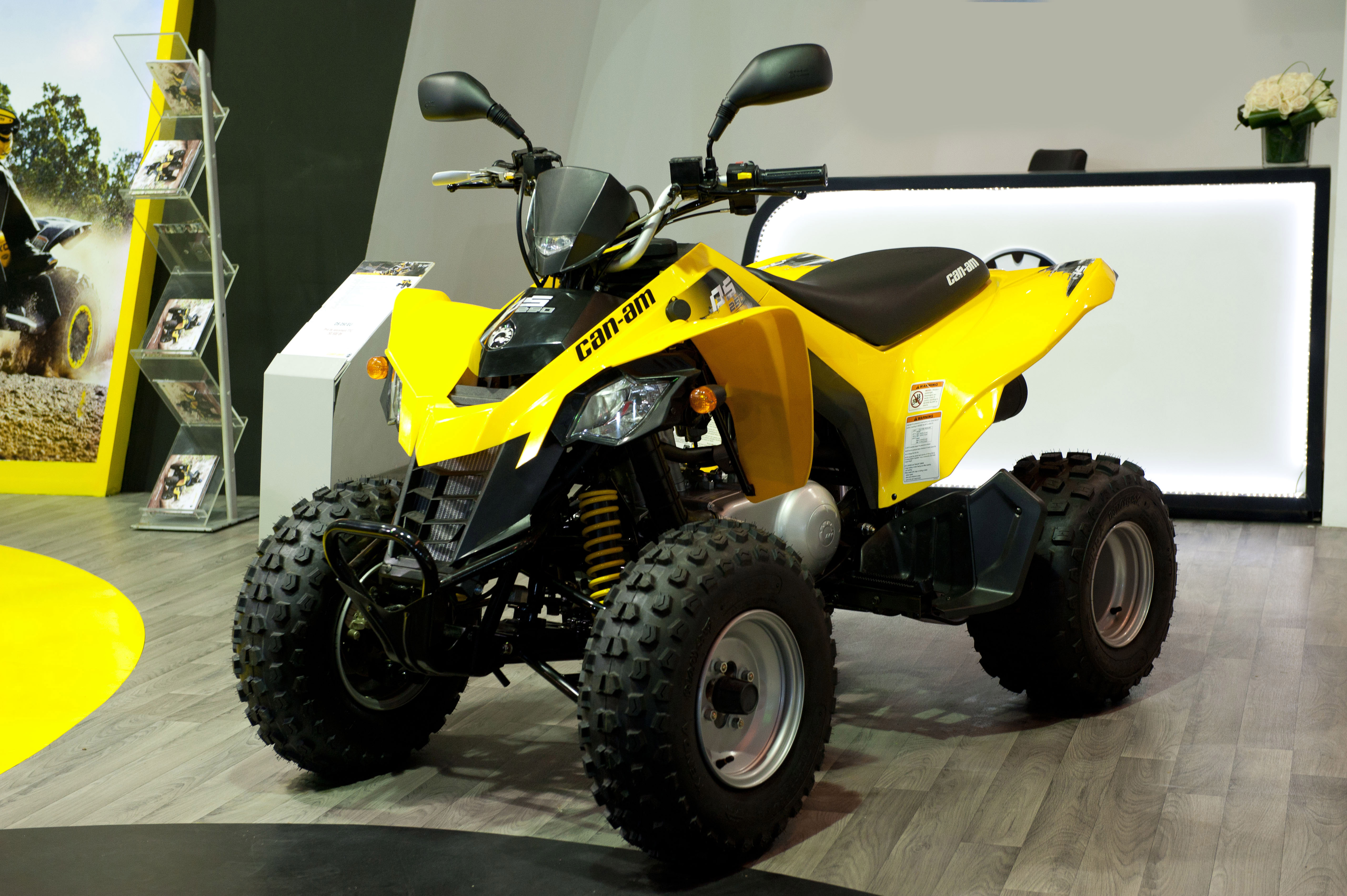
Can-Am DS
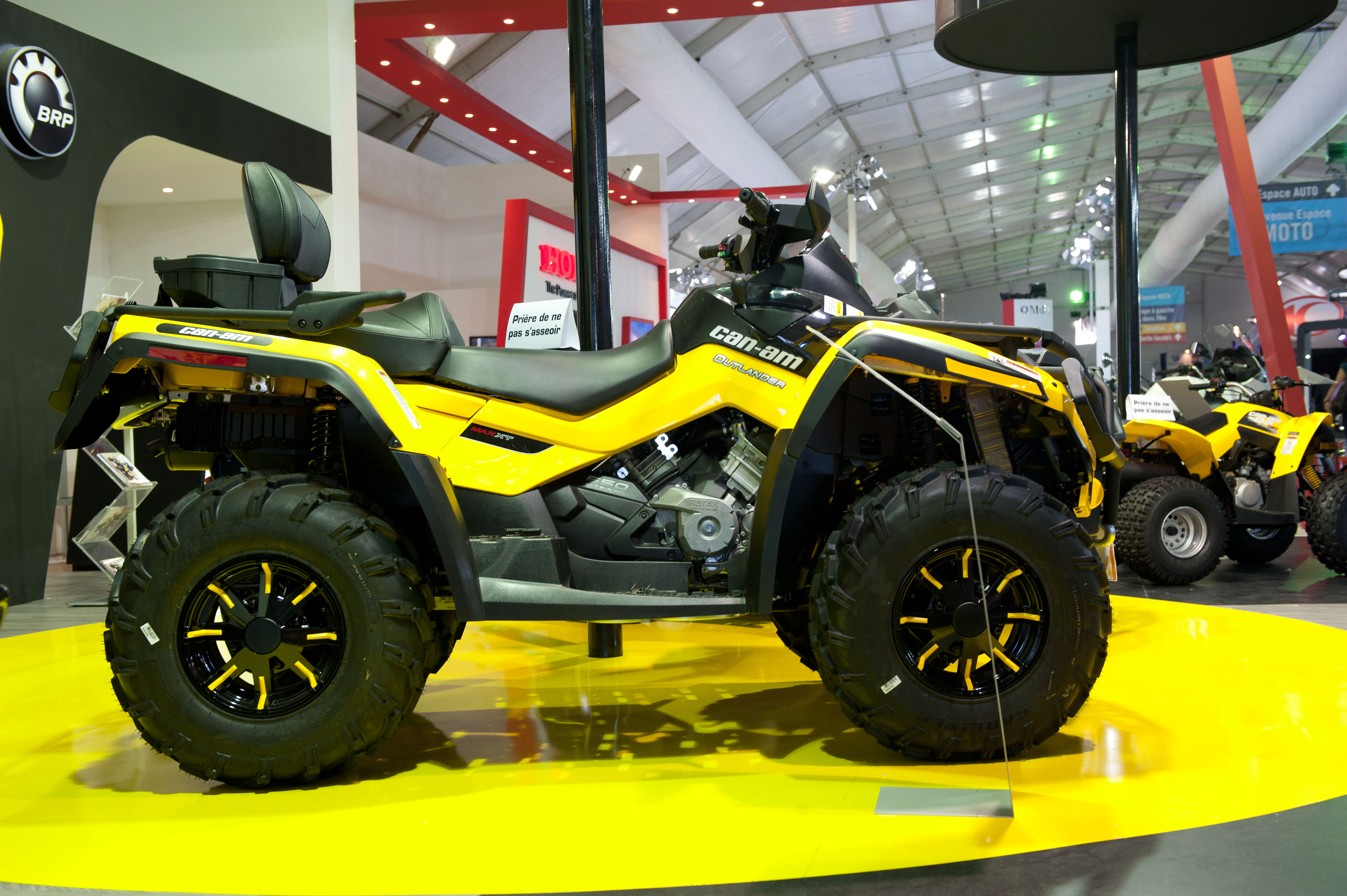
Can-Am Outlander
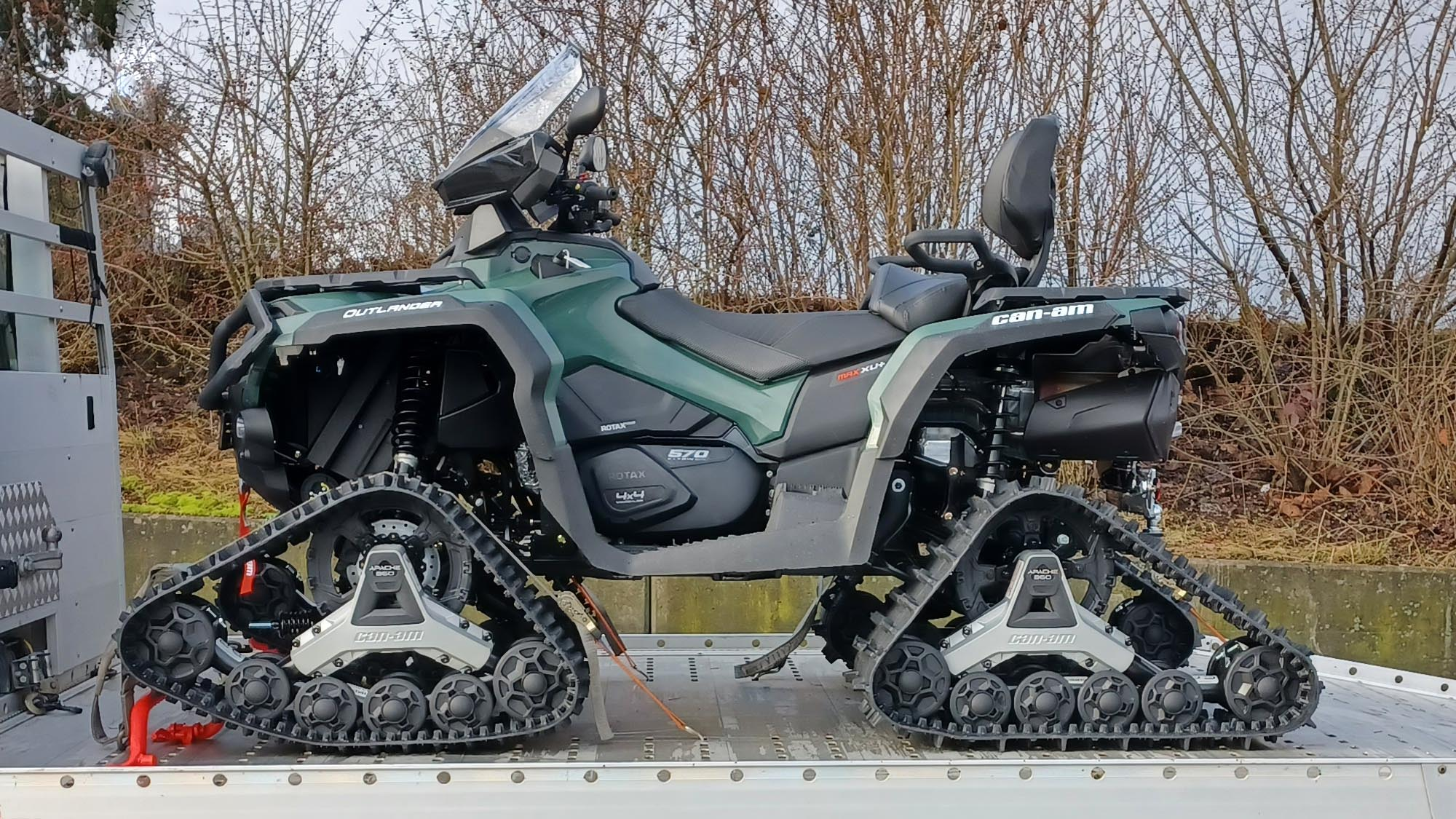
Can-Am Outlander mit Raupenantrieb